# 루프트한자 공항급행

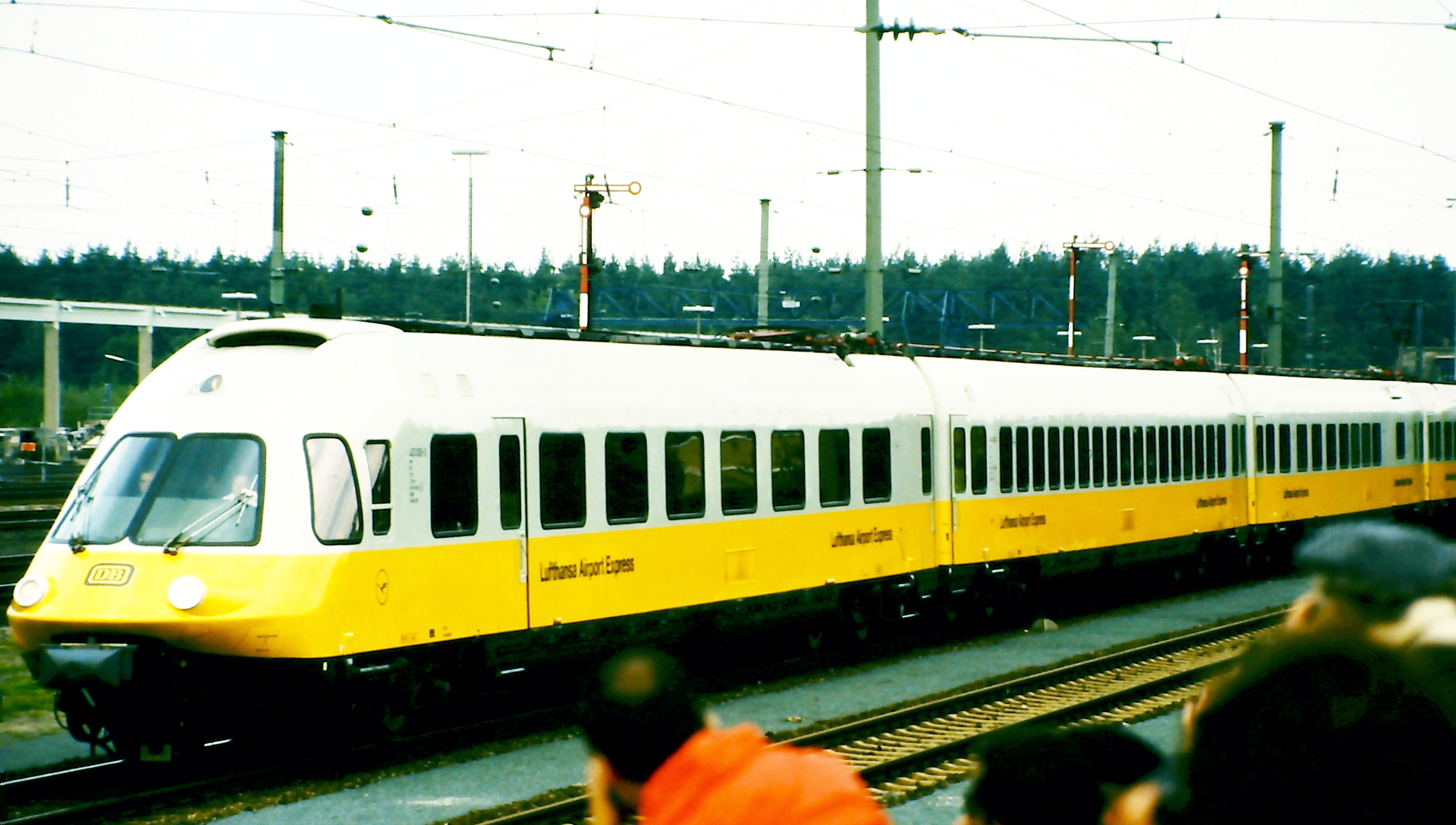

루프트한자 공항급행(독일어: Lufthansa-Airport-Express 루프트한자 에아포르트 엑스프레스[*], LHA)는 과거 독일 연방철도와 루프트한자 항공사에서 운영했던 급행열차였다. 프랑크푸르트암마인의 프랑크푸르트 공항과 뒤셀도르프를 연결하는 왕복열차였고, 이후 슈투트가르트에도 연장되었다. 1982년부터 1993년까지 운행했다.

## 기획

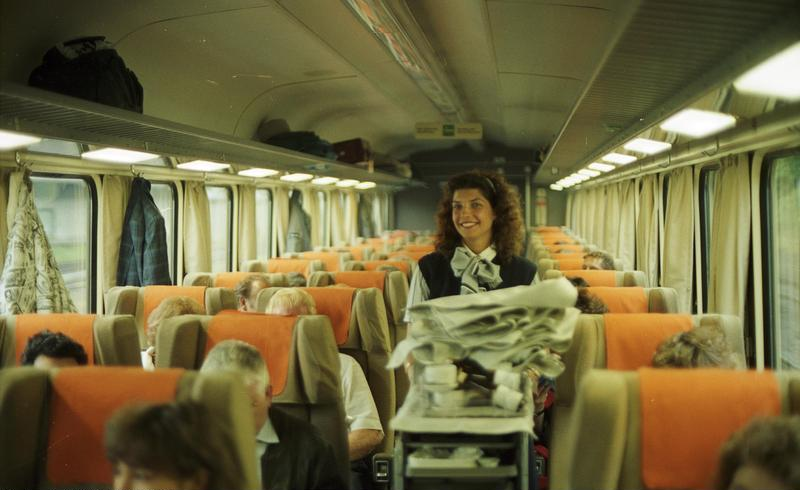
루프트한자 승무원이 열차에 탑승하여 차내식을 제공했으며, 열차 내부 또한 루프트한자의 디자인을 차용했다.

루프트한자 공항급행은 서독 연방교통부의 정책에 의해서 도입되었다. 당시 연방교통부에서는 300 km 이내의 단거리 항공편을 열차로 대체하여 공항의 슬롯을 장거리 항공편에 더 몰아 주고 환경 문제를 해결하려는 의도를 가지고 있었다. 당시 사용되었던 열차의 내장재는 루프트한자 비즈니스 클래스 기준을 준용했고, 이에 따라서 전 차량은 1등석 전용 차량으로 취급되었다. 열차에는 도이체 반의 열차번호 외에도 루프트한자의 항공편 번호가 할당되었고, 수하물은 항공편으로 자동으로 연결되었다. 열차 기관사와 차장은 독일연방철도, 승무원은 루프트한자 소속이었다. 단독 발권은 불가능하고 항공권의 일부로만 예약할 수 있었으며, 콘도르 항공을 비롯한 다른 항공사는 인터라인 협약이 맺어져 있어야 했다.
1년간 약 3000편의 단거리 항공편을 대체하는 효과가 있었다. 1992년 한 해 이용객은 약 27만 명이었다. LHA에서 사용했던 광고 문구는 "고도 0에서의 여행"(Reisen auf Flughöhe Null)이었다.

## 역사

### 1차: 뒤셀도르프-프랑크푸르트

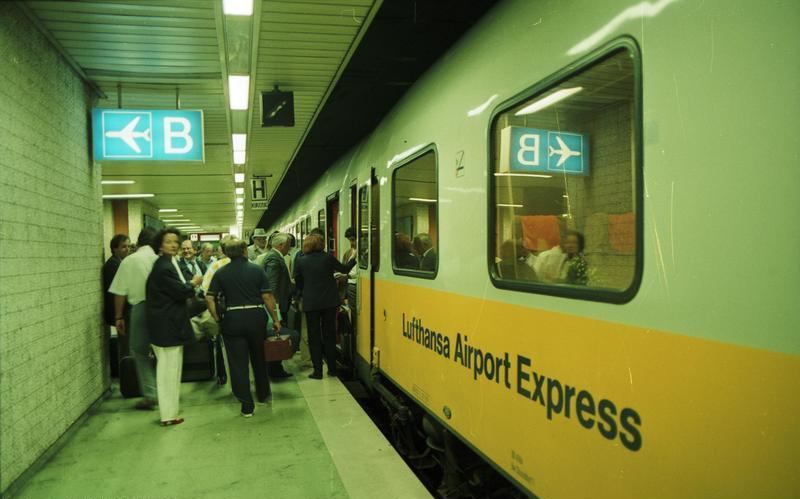
프랑크푸르트 공항 지역간 열차역에 정차한 루프트한자 공항급행 열차

1982년 3월 28일부터 루프트한자 공항급행으로 403형 열차가 운행하기 시작했다. 열차 운행은 루프트한자가 의뢰했으며, 차량 도색도 루프트한자의 도색을 차용했다. 하루 왕복 4편 뒤셀도르프 중앙역과 프랑크푸르트 공항 사이를 운행했다. 중간 정차역은 쾰른 메세/도이츠역, 쾰른 중앙역, 본 중앙역이었다. 1988년 5월 28일 시간표 조정을 통한 TEE 등급 폐지 이전까지는 해당 등급으로 운행했고 그 이후에는 인터시티 등급으로 운행했다. 열차 번호는 다음과 같다.
- TEE 61/62, 1986년 하계: TEE 1001/1002, 1988년 하계: IC 1001/1002 (항공편 번호: LH 1001/1002)
- TEE 63/64, 1986년 하계: TEE 1003/1004, 1988년 하계: IC 1003/1004 (항공편 번호: LH 1003/1004)
- TEE 65/66, 1986년 하계: TEE 1005/1006, 1988년 하계: IC 1005/1006 (항공편 번호: LH 1005/1006)
- TEE 67/68, 1986년 하계: TEE 1007/1008, 1988년 하계: IC 1007/1008 (항공편 번호: LH 1007/1008)

1년간의 운행 이후 독일연방철도에서는 수익성 부족으로 인하여 1983년 4월 1일부터 운행 중단을 고려했다. 당시 운행으로 얻은 수입은 운영 비용을 간신히 충당할 수 있는 수준이었다. 그 결과 독일연방철도에서는 차량 임대료를 연간 8백만에서 1100만 마르크로 인상할 계획이 있었다. 1983년 말에는 독일연방철도와 루프트한자는 1986년 초까지 향후 2년간 운행을 연장하기로 합의했다.
1983년 3월 27일부터 뒤셀도르프 공항까지 운행 구간이 연장되었고, 종착역도 뒤셀도르프 공항 터미널역으로 변경되었다. 기존 종착역인 뒤셀도르프 중앙역은 단순 통과역으로 변경되었다.
4량 편성 열차의 정원은 171명이었으며, 1988년 내장재 개수 이후에는 151명으로 줄어들었다. 1983년 10월 초에는 평균 80명이 이용했고, 그 해 초의 30명에 비하면 이용율이 증가했다. 당시 루프트한자에서는 1일 30~35명을 손익분기점으로 계산하고 있었다. 도착역 기준 정시율은 운행 이후 18개월간 약 90%였다. 1988년 연간 루프트한자 공항급행의 프랑크푸르트 공항 승하차 이용객은 23만 5000명이었다.
공항급행의 주 이용객은 독일 외부에서 온 관광객이었으며, 라인 좌안선의 경치 감상이라는 효과도 있었다. 상황에 따라서 운행 구간의 병목 지점이었던 마인츠 중앙역과 마인츠 터널을 마인츠 우회선으로 우회했다.

### 2차: 슈투트가르트-프랑크푸르트

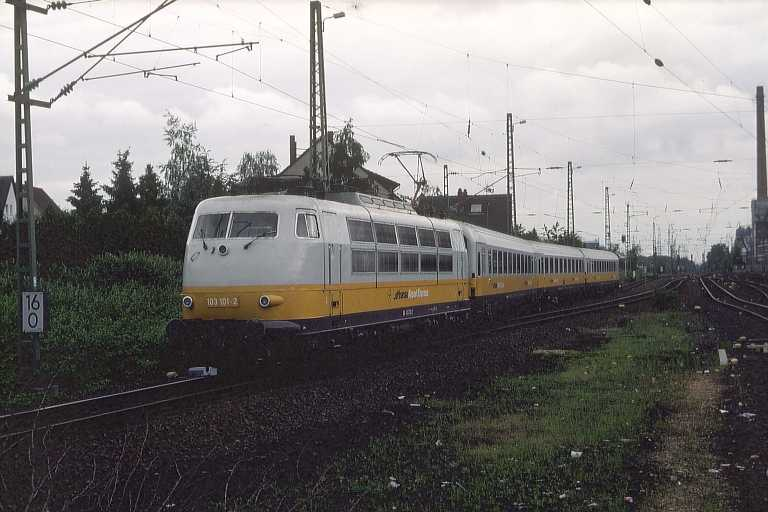
103형 기관차 견인 루프트한자 공항특급

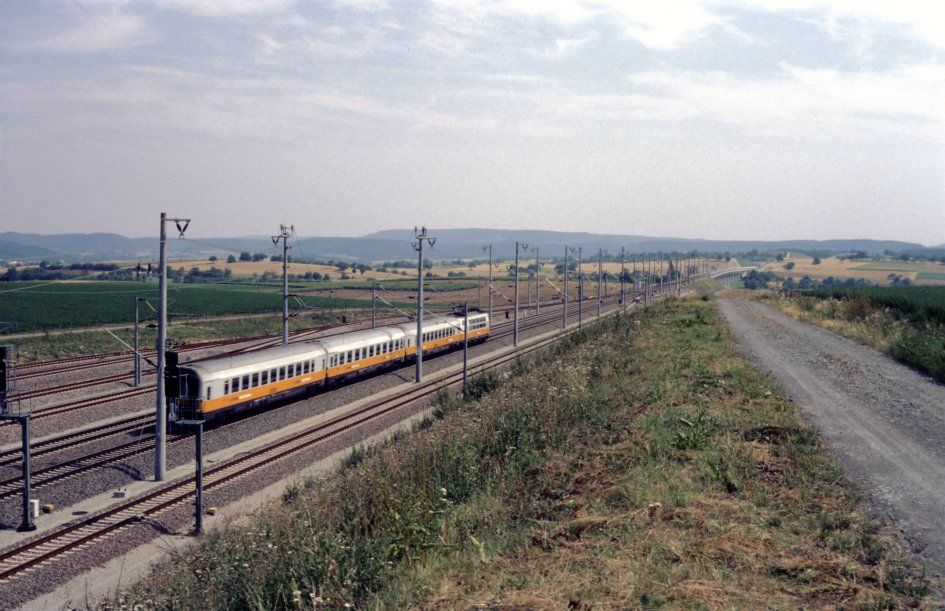
만하임-슈트가르트 고속선을 운행 중인 열차

독일연방철도에서는 전용 차량이 부족했기 때문에 기존 차량을 개수해서 운행 확장에 사용하기로 했다. 111형 기관차 및 오이로피마(Eurofima)형 컴파트먼트 객차 3량(Avmz 207형)을 크레펠트에서 개조했다. 해당 차량은 개조 당시 차령 약 10년이었고, 당시 독일연방철도의 인터시티 1등석 객차로 사용되고 있었다. 기관차와 객차의 고정 편성으로 취급되어 기관차(111 049-3)와 객차 4량(정규 편성 3량, 예비차 1량)이 루프트한자 도색으로 변경되었다. 개수 작업 중 독일연방철도에 등급별 색상이 도입되면서, 도색의 회색도 403형에서 사용했던 RAL 7032에서 RAL 7035로 변경되었다. 내장재는 과거 9칸 있었던 컴파트먼트 중 맨 앞과 맨 끝의 1칸씩을 철거하여 갤리와 수하물 적재 공간을 마련했다. 정원은 각 컴파트먼트별 6명, 총 42명이 되었다. 전체 편성 정원은 126명으로, 1차 구간과 동일하게 전 좌석 1등석으로 취급되었다.
기관차 운행 열차의 영업최고속도는 160 km/h였으나, 당시 만하임-슈투트가르트 고속선이 개통하지 않았기 때문에 해당 속도를 낼 수 있는 구간은 거의 없었다. 운행 편수는 1일 2왕복이었으며, 운행 시간은 약 2시간이었다. 중간 정차역 없이 프랑크푸르트 공항과 슈투트가르트를 직통으로 연결했다.
1990년 5월에는 증가한 수요로 인하여 1991년 6월 만하임-슈투트가르트 고속선 개통에 맞추어서 왕복 4편성으로 증편하기로 결정했다. 또한 고속선 개통으로 인하여 운행 시간도 1시간 30분으로 감소했다. 운행 시간이 감소하여 별도의 신차 도입 없이도 1일 왕복 4편성 운행이 가능했다. 그러나 기존 차량에는 여압장치가 없었기 때문에 터널이 많은 고속선 운행에서 제외가 결정되었다. 103형 기관차(103 101-2)와 신규 객차 도색 및 개조를 통한 별도의 편성을 도입했고, 이 편성의 영업최고속도는 200 km/h였다. 과거 운행했던 차량은 루프트한자 공항특급 내장재를 다시 철거하고 일반 인터시티 운행으로 복귀했다.
1991년 6월부터 투입된 오이로피마형 객차(Avmz 107형)는 고속선에서의 운행을 대비하여 여압 장치가 장착되어 있었다. 1989년 개조 편성보다 더 많은 곳에서 개조가 진행되었다. 양 끝단 컴파트먼트 철거를 통한 갤리 및 수하물 공간을 설치했으며, 벽체 철거 과정에서 일부 공간은 컴파트먼트 구조를 철거하고 개방형으로 개조했다. 양쪽의 개방형 공간은 각각 15, 10석이 설치되었고, 중앙의 컴파트먼트 2칸은 각각 정원 5석, 총 10석이 설치되었다. 따라서 1량당 총 정원은 35명(개조 이전 54명)이었다. 개조 과정에서 ICE 1에 사용되었던 것과 동일한 신형 좌석이 사용되었다. 1등석 객차 3량 외에도 여압 장치가 장착된 2등석 개방형 객차 4량(Bpmz 293.2형)이 개조되었다. 2등석 객차의 정원은 39명이었으며, Bpmz 296형으로 호칭이 변경되었다.
정규 운행에는 Avmz 1량, Bpmz 2량이 편성되었다. 슈투트가르트역에서의 회차 시간이 짧아서 차내 정리가 단시간 내에 불가능했기 때문에 역 구내에서 객차 조성을 맞바꾸는 식으로 운행했다. 슈투트가르트역으로 진입하는 열차는 대기하고 있는 열차 쪽으로 진입했고, 기관차 연결을 맞바꾼 다음 진입한 열차의 객차를 다시 분리하는 식으로 회차가 진행되었다.
1991년 당시 월간 이용객은 약 11,000명이었다. 1992년 하계 시간표부터 슈투트가르트-프랑크푸르트 공항 운행 시간은 1시간 30분에서 1시간 25분으로 단축되었다.

### 운행 중단
뒤셀도르프-프랑크푸르트 구간을 운행했던 403형 전동차의 부식 및 슈투트가르트-프랑크푸르트 ICE 운행 확대로 인하여, 루프트한자에서는 1990년대 초반에 약 10년간 운행했던 공항급행 열차의 운행을 중단하기로 결정했다. 단거리 항공편에 비해서 운영 비용은 저렴했고 탑승 승객도 충분했으나, 1993년 5월 23일부터 루프트한자 공항특급의 운행이 중단되었다. 운행 시간이 짧았기 때문에 여행사와 연동된 예약 시스템에서 낮은 우선 순위를 가지고 있어서 판매량이 충분하지 못했다. 독일연방철도에 레일&플라이가 도입되면서 운행 구간 및 스케줄 선택이 자유로워졌기 때문에, 1일 최대 왕복 4편성에 2곳으로만 운행했던 루프트한자 공항특급에 비해서 승객 입장에서 더 유연해졌다.
슈투트가르트-프랑크푸르트 구간에서 사용했던 객차는 1990년대 중반에 관광열차로 개조되었고, 이후 다시 인터시티에 투입되었다.

## 차량
| 형식명             | 운행 시작  | 운행 종료   |
| ------------------ | ---------- | ----------- |
| 403형              | 1982년 3월 | 1993년 5월  |
| 111 049            | 1990년 5월 | 1991년 10월 |
| Avmz 206           | 1990년 5월 | 1991년 10월 |
| 103 101            | 1991년 5월 | 1993년 5월  |
| Avmz 106, Bpmz 296 | 1991년 5월 | 1993년 5월  |

프랑크푸르트 공항에서는 프랑크푸르트 공항 지역간 열차역으로 운행했다. 공항역은 터미널 E로 취급받아서 공항 내 안내 시설에도 해당 표기가 사용되었다. 운행 중단 이후에는 별도의 터미널 표기가 삭제되었고, 현재의 E 구역은 공항 터미널 2의 일부 게이트를 가리킨다.

## 후속작

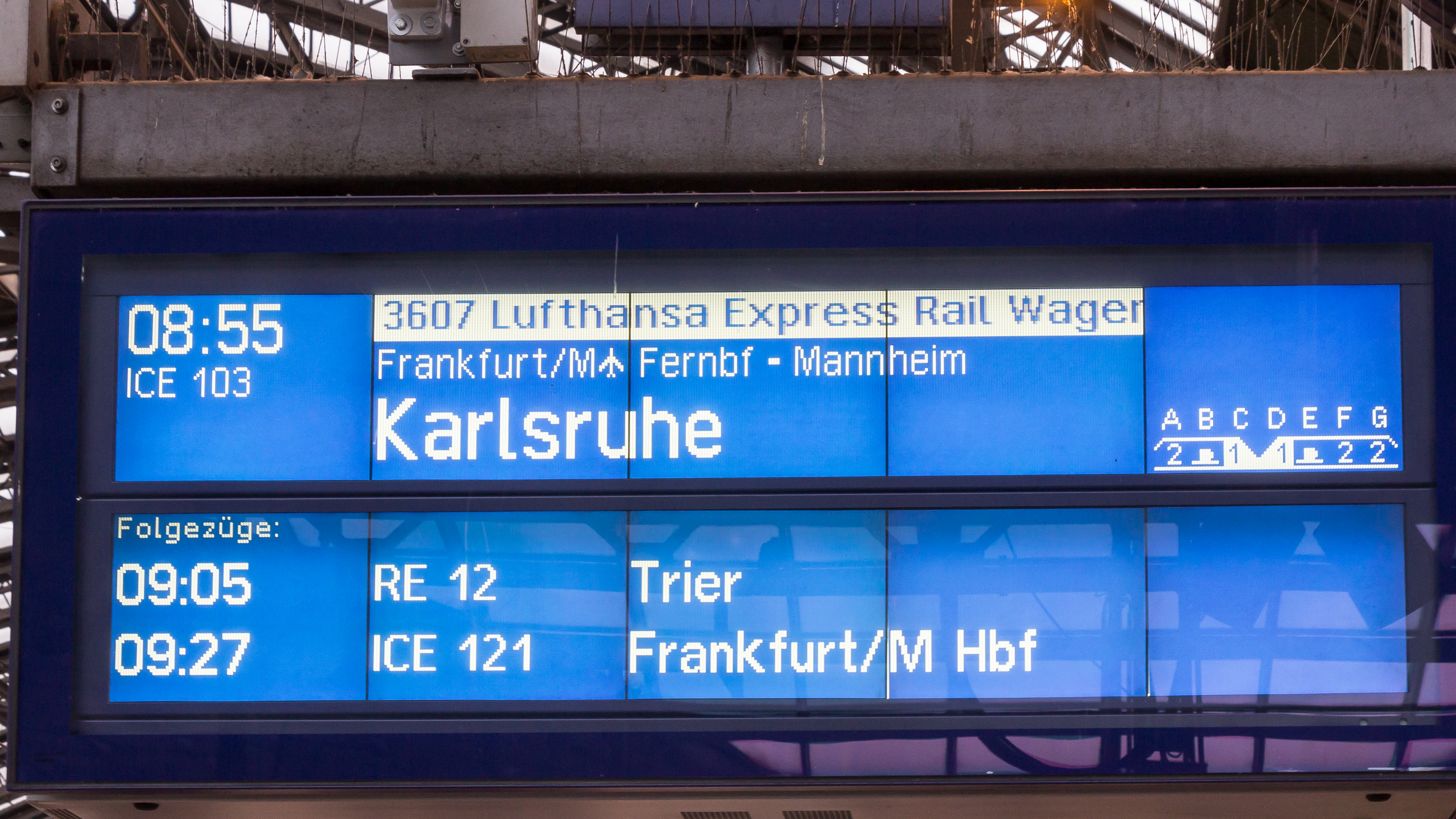
ICE 103 열차를 루프트한자 익스프레스 레일로 안내하는 쾰른 중앙역의 행선 안내기

루프트한자 공항급행 폐지 이후 프랑크푸르트 공항을 경유하는 유로시티와 인터시티 열차 일부를 항공편과 연계해서 이용할 수 있었다. 공항급행의 후속작으로 루프트한자에서는 쾰른, 프랑크푸르트, 슈투트가르트를 운행하는 정규 ICE 열차의 일부를 도이체 반과의 코드셰어 형태로 예약하는 AIRail을 도입했다. 프랑크푸르트-슈투트가르트 구간 운행은 도이체 반에서 공항특급(Airport-Express)이라는 이름으로 독자적으로 운행하기로 결정했고, 슈투트가르트에서의 회차 시간을 연장하여 4량 편성으로 당분간 계속 운행했다. 1995년에 1일 2왕복으로 축소되었고, 그 해 10월에 폐지되었다.

## 참조
1. 1 2 3 4 5 6  Wilhelm Bender: Der Anschluss des Frankfurter Flughafens an das Eisenbahnnetz. In: Eisenbahnen in der Region Frankfurt RheinMain, Hestra-Verlag, Darmstadt, 2002, ISBN 3-7771-0304-7, S. 152–153.
2. ↑  Josef Mauerer (2018). 《Letztmals Flughöhe Null.》. Eisenbahn Magazin. 60쪽.
3. ↑  et403.bplaced.net, abgerufen am 29. Oktober 2021
4. ↑  Meldung Airport-Expreß rollt Richtung Abstellgleis. In: Die Welt, 11. November 1982.
5. 1 2  Meldung Lufthansa-Airport-Expreß fährt zwei weitere Jahre. In: Eisenbahntechnische Rundschau. Band 32, Nr. 12, 1983, S. 787.
6. ↑  Meldung Lufthansa-Airport-Expreß wird 1 Jahr alt. In: Eisenbahntechnische Rundschau. Band 32, Nr. 6, 1983, S. 371.
7. ↑  Gunter Pietsch (1989). 《Anbindung der Großflughäfen an das Schienennetz der DB》. Die Bundesbahn 65. 952–954쪽.
8. ↑  Der ET 403 auf www.hochgeschwindigkeitszuege.info
9. ↑  Götz Gleitsmann (1993). 《Die InterCity-Wagen der DB (Teil 2)》. Eisenbahn Illustrierte. Schünemann-Verlag.
10. ↑  Josef Mauerer (2018). 《Letztmals Flughöhe Null.》. Eisenbahn Magazin. 63–64쪽.
11. ↑  Josef Mauerer (2018). 《Letztmals Flughöhe Null.》. Eisenbahn Magazin. 64쪽.